# Coelognathus flavolineatus
Coelognathus flavolineatus är en ormart som beskrevs av Schlegel 1837. Coelognathus flavolineatus ingår i släktet Coelognathus och familjen snokar. Inga underarter finns listade i Catalogue of Life.
Arten förekommer i Sydostasien från södra Thailand och södra Myanmar över Malackahalvön, Borneo och Sumatra till Java. Den hittas även på flera mindre öar i regionen. Avskilda populationer lever i Kambodja och södra Vietnam. Coelognathus flavolineatus vistas främst på skogsgläntor, i buskskogar, i savanner, på jordbruksmark (inklusive risodlingar) samt nära människans samhällen. Den lever i låglandet och i kulliga områden upp till 900 meter över havet.
För beståndet är inga hot kända. Denna orm är sällsynt i Kambodja och Vietnam. IUCN kategoriserar arten globalt som livskraftig.